# Mario Moraes
Mario Moraes (São Paulo, 20 december 1988) is een Braziliaans autocoureur.

## Carrière
Moraes nam in 2005 en 2006 deel aan het Zuid-Amerikaanse Formule 3 kampioenschap en werd tweede in de eindstand dat laatste jaar. In 2007 reed hij in het Britse Formule 3-kampioenschap. In 2008 ging hij racen in de IndyCar Series voor Dale Coyne Racing. Zijn beste resultaat dat jaar was een zevende plaats in de race op het circuit van Watkins Glen International. Hij werd eenentwintigste in de eindstand van het kampioenschap. In 2009 reed hij zijn tweede seizoen in de IndyCar Series, dit keer voor KV Racing. Hij behaalde zijn eerste podiumplaats uit zijn carrière op de Chicagoland Speedway en eindigde op de veertiende plaats in de eindstand. In 2010 reed hij een tweede seizoen voor KV Racing. Zijn beste resultaat dat jaar was een vijfde plaats op Watkins Glen.

## Resultaten
Indy Racing League resultaten (aantal gereden races, aantal maal in de top 5 van een race, eindpositie kampioenschap en punten)
| Jaar | Races | 1ste | 2de | 3de | 4de | 5de | Rang | Ptn |
| ---- | ----- | ---- | --- | --- | --- | --- | ---- | --- |
| 2008 | 18    | -    | -   | -   | -   | -   | 21   | 244 |
| 2009 | 16    | -    | -   | 1   | 1   | 1   | 14   | 304 |
| 2010 | 17    | -    | -   | -   | -   | 1   | 15   | 287 |

### Resultaten Indianapolis 500
| Jaar | Chassis | Motor | Start | Finish | Team              |
| ---- | ------- | ----- | ----- | ------ | ----------------- |
| 2008 | Dallara | Honda | 28    | 18     | Dale Coyne Racing |
| 2009 | Dallara | Honda | 7     | 33     | KV Racing         |
| 2010 | Dallara | Honda | 25    | 31     | KV Racing         |